# Hedvika Vratislavská
Hedvika (mezi 1238 až 1241 – 3. dubna 1318) byla slezská princezna a řeholnice.

## Život
Pocházela z dolnoslezské větve slezských Piastovců, byla dcerou vratislavského a krakovského knížete Jindřicha II. Pobožného a jeho manželky Anny Přemyslovny, dcery českého krále Přemysla Otakara I. Působila jako abatyše kláštera klarisek ve Vratislavi.